# باغلوجه (سقز)
قرية باغلوجه (بالكردية: باغڵووجە) هي إحدى القرى التابعة لـترجان في ريف قسم مركزي من مقاطعة سقز، في محافظة كردستان الإيرانية.

## السكان
حسب إحصاءات سنة 2006، بلغ إجمالي السكان في باغلوجه 478 نسمة وعدد المساكن 78 مسكن. لغة سكان باغلوجه هي اللغة الكردية و هم من أهل السنة والجماعة والمذهب الشافعي.